# Carl Rodenburg
Carl Rodenburg (* 17. Mai 1894 in Geestemünde; † 5. November 1992 in Greven) war ein deutscher Generalleutnant im Zweiten Weltkrieg.

## Leben
Carl Rodenburg trat am 1. Oktober 1913 als Einjährig-Freiwilliger in die Armee ein und nahm am Ersten Weltkrieg teil. Am 11. März 1915 (Patent zum 11. September 1913) wurde er im 5. Badische Infanterie-Regiment Nr. 113 zum Leutnant befördert. Bei der Kapitulation bekleidete er den Rang eines Oberleutnants (Beförderung am 20. Juni 1918). Bis Kriegsende hatte er u. a. mit dem Eisernen Kreuz I. Klasse, dem Ritterkreuz des Ordens vom Zähringer Löwen mit Schwertern und dem Hanseatenkreuz Bremen erhalten.
Nach Kriegsende wurde er in die Reichswehr übernommen und war unter anderem 1923 Chef der 12.(MG)-Kompanie im 14. (Badisches) Infanterie-Regiment. Am 1. Februar 1927 wurde er Hauptmann und war 1931 Chef er 5. Kompanie. Später, dann schon in der Wehrmacht, war er als Oberstleutnant (Beförderung am 1. April 1937) ab 1. November 1938 Kommandeur des Lehrstabes der Infanterieschule Döberitz (Etat-Stab Lehr-Infanterie-Regiment). Ab 1. September 1939 war er Kommandeur der Offiziersanwärterausbildung bei der Infanterieschule. Am 1. Januar 1940 übernahm er das Infanterie-Regiments 203 bei der 76. Infanterie-Division und kämpfte mit diesem im Westfeldzug unter anderem im Raum Verdun und Toul. In dieser Position wurde er am 1. April 1940 (Patent 1. April 1939) zum Oberst befördert. Später wurde das Regiment ab 1941 an der Ostfront eingesetzt, wo er unter anderem einen Übergang über den Dnepr errang und die Stalin-Linie durchbrach. Anfang 1942 wurde er Kommandeur der 76. Infanterie-Division und wurde am 1. April 1942 zum Generalmajor befördert. Die Division war von Ende Juli bis Mitte August 1942 in der Kesselschlacht bei Kalatsch aktiv. Ende 1942 kämpfte die Division dann in Stalingrad und wurde im November 1942 dort eingeschlossen. Am 8. Oktober 1942 hatte Rodenburg das Ritterkreuz des Eisernen Kreuzes erhalten, wurde am 1. Dezember 1942 Generalleutnant und wurde am 31. Januar 1943 mit dem Eichenlaub zum Ritterkreuz ausgezeichnet.
Am selben Tag ging er mit Paulus in sowjetische Kriegsgefangenschaft. In der Kriegsgefangenschaft schloss er sich dem BDO an und wurde dort aktiv. Dmitri Sacharowitsch Manuilski schürte 1944 den Verdacht, dass Rodenburg eigentlicher Autor des sogenannten Seydlitz-Memorandum sei. Dies wurde auch Stalin so mitgeteilt. Hieraus wurde eine illegale faschistische Organisation im BDO unter der Führung von Rodenburg konstruiert, welche dazu führte, dass Rodenburg aus dem BDO ausgeschlossen und verhaftet wurde. Erst im Oktober 1955 kam Rodenburg aus der Gefangenschaft frei und zurück nach Deutschland.
Nach der Rückkehr lebte er u. a. in Lübeck.